# Водосховища Житомирської області
Водосховища Житомирської області — водосховища, які розташовані на території Житомирської області (в адміністративних районах і басейнах річок).
На території Житомирської області налічується — 54 водосховища, загальною площею понад — 7744 га, з повним об'ємом — 181,7 млн м³.

## Загальна характеристика
Територія Житомирської області становить 29,8 тис. км² (4,9 % площі України).
Гідрографічна мережа області розміщена у межах басейну Дніпра. Найбільша частина території області належить до басейну притоки Дніпра — Прип'яті (54 %); в басейні Тетерева — 38 % її території, в басейні Ірпеня — 3,5 %, в басейні Росі — 4,5 %.
Водосховища Житомирської області використовуються як регулюючі ємності, для цілей водопостачання, сільського і рибного господарства, як складові водогосподарського комплексу.
Більшість водосховищ (48 шт.) належать до малих (об'ємом менше 10 млн м³), 6 — до невеликих (Денишівське, Відсічне, Житомирське, Іршанське, Малинське — побудовані на р. Тетерів або на його притоці — р. Ірша; Лісове — на р. Ірпінь).
Найбільше серед водосховищ області — Іршанське водосховище — побудоване на р. Ірша (притока р. Тетерів), має величину повного об'єму 30,2 млн м³, корисного — 28,6 млн м³.
У Житомирській області працює 14 малих ГЕС загальною потужністю 2900 кВт.
Розподіл штучних водойм по території області нерівномірний. Найбільша кількість водосховищ і ставків побудована на малих річках, за рахунок чого їх водний стік зарегульовано на 30-70 %.

## Наявність водосховищ (вдсх) у межах адміністративно-територіальних районів та міст обласного підпорядкування Житомирської області[1]
| Район, місто           | Кількість вдсх, шт. | Площа вдсх, га | Об'єм вдсх — повний, млн м³ | Об'єм вдсх — корисний, млн м³ | В оренді, шт. | В оренді, га |
| ---------------------- | ------------------- | -------------- | --------------------------- | ----------------------------- | ------------- | ------------ |
| Андрушівський          | 3                   | 390            | 11,1                        | 11,1                          | -**           | -            |
| Баранівський           | -*                  | -              | -                           | -                             | -             | -            |
| Бердичівський          | 5                   | 500            | 6,5                         | 6,3                           | 2             | 124          |
| Брусилівський          | 1                   | 217            | 3,9                         | 3,5                           | -             | -            |
| Володарсько-Волинський | 2                   | 838            | 32,6                        | 31,0                          | -             | -            |
| Романівський           | -                   | -              | -                           | -                             | -             | -            |
| Ємільчинський          | -                   | —              | -                           | -                             | -             | -            |
| Житомирський           | 5                   | 837            | 26,8                        | 21,2                          | -             | -            |
| Коростенський          | 1                   | 107            | 1,3                         | 1,2                           | -             | -            |
| Коростишівський        | -                   | -              | -                           | -                             | -             | -            |
| Лугинський             | 2                   | 144            | 2,6                         | 2,5                           | -             | -            |
| Любарський             | 4                   | 228            | 4,5                         | 4,1                           | -             | -            |
| Малинський             | 2                   | 222            | 3,7                         | 3,1                           | -             | -            |
| Народицький            | 1                   | 49             | 1,0                         | 0,9                           | 1             | -            |
| Новоград-Волинський    | -                   | -              | -                           | -                             | -             | -            |
| Овруцький              | 2                   | 106            | 2,8                         | 2,2                           | -             | -            |
| Олевський              | 1                   | 145            | 1,5                         | 1,3                           | -             | -            |
| Попільнянський         | 15                  | 1963           | 39,6                        | 32,1                          | 10            | 1193         |
| Радомишльський         | 1                   | 69             | 1,0                         | 0,8                           | 2             | 602          |
| Ружинський             | 4                   | 470            | 5,7                         | 4,8                           | 4             | 473          |
| Червоноармійський      | -                   | -              | -                           | -                             | -             | -            |
| Черняхівський          | -                   | -              | -                           | -                             | -             | -            |
| Чуднівський            | 1                   | 74             | 1,6                         | 1,4                           | -             | -            |
| м. Житомир             | 1                   | 390            | 13,1                        | 11,0                          | -             | -            |
| м. Бердичів            | 1                   | 95             | 1,4                         | 1,2                           | -             | -            |
| м. Новоград-Волинський | 1                   | 96             | 1,8                         | 1,7                           | -             | -            |
| м. Малин               | 1                   | 805            | 19,2                        | 18,7                          | -             | -            |
| Разом                  | 54                  | 7744           | 181,7                       | 160,1                         | 19            | 2439         |

Примітки: -* — немає водосховищ на території району;
-* — немає водосховищ, переданих в оренду.
Третина всіх водосховищ Житомирської області (35 %) використовується на умовах оренди, 7 % — на балансі водогосподарських організацій.

## Наявність водосховищ (вдсх) у межах основнихрайонів річкових басейнівна території Житомирської області[1]
| Район річкового басейну | Кількість вдсх, шт. | Площа вдсх, га | Об'єм вдсх — повний, млн м³ | Об'єм вдсх — корисний, млн м³ | В оренді, шт. | В оренді, га |
| ----------------------- | ------------------- | -------------- | --------------------------- | ----------------------------- | ------------- | ------------ |
| Дніпра, у тому числі    | 54                  | 7744           | 181,7                       | 160,1                         | 19            | 2439         |
| р. Прип'ять             | 12                  | 880            | 15,5                        | 13,8                          | 1             | 50           |
| р. Тетерів              | 31                  | 5460           | 149,2                       | 130,4                         | 7             | 1099         |
| р. Рось                 | 11                  | 1404           | 17,0                        | 15,9                          | 11            | 1290         |
| Разом                   | 54                  | 7744           | 181,7                       | 160,1                         | 19            | 2439         |

В межах району річкового басейну Дніпра розташовано 100 % водосховищ Житомирської області.
Між басейнами приток Дніпра водосховища розподіляються наступним чином: р. Тетерів — 58 %; р. Прип'ять — 22 %; р. Рось — 20 %.

## Наявність водосховищ (вдсх) об'ємом понад 10млн м³ на території Житомирської області[1]
| Назва водосховища, річки (басейну)                | Місцезнаходження вдсх (населений пункт, район) | Площа вдсх, га | Об'єм вдсх — повний, млн м³ | Об'єм вдсх — корисний, млн м³ |
| ------------------------------------------------- | ---------------------------------------------- | -------------- | --------------------------- | ----------------------------- |
| Денишівське вдсх, р. Тетерів (р. Дніпро)          | с. Дениші, Житомирський                        | 255            | 12,9                        | 10,9                          |
| Відсічне вдсх, р. Тетерів (р. Дніпро)             | с. Тетерівка, Житомирський                     | 320            | 10,2                        | 7,0                           |
| Житомирське вдсх, р. Тетерів (р. Дніпро)          | м. Житомир                                     | 390            | 13,0                        | 11,0                          |
| Іршанське вдсх, р. Ірша, (р. Тетерів, р. Дніпро)* | смт Нова Борова, Володарсько-Волинський        | 692            | 30,2                        | 28,6                          |
| Малинське вдсх, р. Ірша, (р. Тетерів, р. Дніпро)  | м. Малин                                       | 805            | 19,2                        | 18,7                          |
| Лісове вдсх, р. Ірпінь (р. Дніпро)                | смт Корнин, Попільнянський                     | 330            | 13,8                        | 7,8                           |

Примітка: * — у дужках наведено послідовність впадіння річки, на якій розташовано водосховище, у головну річку.